# Kanbe
Kanbe – miasto w Mjanmie, w prowincji Rangun. Według danych szacunkowych na rok 2009 liczy 63 274 mieszkańców..